# دونیکا گرجقووسی
دونیکا گرجقووسی (انگلیسی: Donika Grajqevci؛ زادهٔ ۱۴ نوامبر ۲۰۰۲) بازیکن فوتبال اهل آلمان است.
وی همچنین در تیم‌های ملی فوتبال Kosovo women's national under-19 football team و Kosovo women's national football team بازی کرده‌است.